# Podosoje (gmina Srebrenica)
Podosoje (cyr. Подосоје) – wieś w Bośni i Hercegowinie, w Republice Serbskiej, w gminie Srebrenica. W 2013 roku liczyła 140 mieszkańców.